# Perieres (Wagenlenker)
Perieres (altgriechisch Περιήρης Periḗrēs) ist in der griechischen Mythologie der Wagenlenker des Menoikeus von Theben und der Vater des Boros. In der Bibliotheke des Apollodor wird er fälschlich als Vater der Polydora bezeichnet, die doch die Tochter des Peleus und der Antigone war.
Nach der Jagd auf den Kalydonischen Eber verletzte Perieres aus Versehen Klymenos, den König von Orchomenos, durch einen Steinwurf, der schließlich an der Verwundung starb. Deshalb verpflichteten sich die Thebaner 20 Jahre lang jährlich 100 Rinder Tribut an die Minyer zu zahlen. Herakles stoppte diese Zahlungen, stellte sich den Minyern und ihrem Anführer Erginos entgegen und besiegte sie im Kampf.